# Військові ігри 2
«Військові ігри 2» або «Військові ігри: Код смерті» (англ. WarGames: The Dead Code) — американський трилер 2008 р., продовження аналогічного фільму «Воєнні ігри» (1983). Сценаристи — Рендалл М. Бадат і Роб Керхнер, режисер — Стюарт Гіллард. Виробництво почалося 20 листопада 2006 р. в Монреалі, фільм випущений на DVD 29 липня 2008-го. Відповідно до прес-релізу MGM, WarGames: The Dead Code вийшов на DVD як один із серії в статусі продовження.

## Сюжет
У північному Афганістані кілька терористичних угруповань збираються в провінції Тахар для торгівлі зброєю та наркотиками. Терористи безтурботно веселяться разом з найнятими повіями і готуються до майбутньої оргії, і на честь цього стріляють у повітря. В цей час літак-безпілотник, пролітаючи над ними, запускає самонавідну ракету UFC-44 і знищує їх. За процесом спостерігають співробітники Департаменту розвідки та інформації (Вашингтон, округ Колумбія). Надалі з'ясовується, що Міністерство Оборони США спільно з ЦРУ, ФБР і Нацбезпекою створили технологію нового покоління, штучний інтелект RIPLEY, головним завданням якого є виявлення і знищення терористичних груп. Основою цієї програми є відеогра «Код смерті» в даркнеті з заманливою винагородою. Щойно гравець проходить на п'ятий рівень, RIPLEY реагує на нього як на загрозу, виходячи з передумови, що дійти до цього рівня може тільки зловмисник, знайомий зі зброєю і тактикою терору. Потім розташування зловмисників вираховується і вони знешкоджуються.
У штаті Пенсільванія, Філадельфія, двоє школярів, які захоплюються програмуванням, займаються своїми справами: перший — Денніс Ніколс — невиправний геймер, загруз в черговій відеогрі; другий — Вілл Фармер — серйозніший і відповідальний, займається якимось експериментом. Вілл в цей час перебуває на випробувальному терміні через крадіжку в матері грошей. Дорогою до школи сусід Вілла містер Масуд просить зайти до нього і допомогти з комп'ютером. У школі Вілл записується у шаховий клуб, оскільки там перебуває дівчина, яка йому подобається. Щоб не просити гроші на шкільну поїздку з нею в Монреаль у матері, Вілл вирішує зіграти в «Код смерті», зламавши її на свою користь.
Після перемоги в грі за школярем і його навколишніми починають стежити американські спецслужби, підозрюючи їх у тероризмі. Спочатку агенти забирають містера Масуда, а трохи пізніше затримують друга Вілла Денніса. Після того, як літак відлітає до Монреаля, спецслужби заарештовують матів Вілла. Прибувши до Канади і помітивши пильну увагу місцевої поліції, а також повідомлення в новинах про те, що його мати звинуватили в біотероризмі, Вілл залишає аеропорт. Тим часом RIPLEY починає дивно поводитися і раптово оголошує біологічну загрозу другого рівня.
Намагаючись зрозуміти, що відбувається, Вілл при допомозі своєї подруги отримує доступ до RIPLEY, зайшовши через чужий акаунт, і бачить через системи стеження свою матір у поганому стані (вона працює з хімічними речовинами і їй загрожує пневмонія). Тим часом ШІ вистежує зламників. Дивом Віллу і Ені вдається вислизнути від переслідувачів.
На зв'язок з утікачами виходить Стівен Фалкон, творець прообразу RIPLEY — WOPR, аналогічного штучного інтелекту, що раніше перебував на озброєнні в Пентагону для виявлення загрози ядерної атаки. Він вирішує допомогти героям зупинити RIPLEY, вважаючи її недосконалою і непередбачуваною. Його побоювання справджуються. Після оголошення RIPLEY загрози біологічної атаки третього рівня в її об'єктивності починають сумніватися співробітники Департаменту. Свої сумніви висловлюють і керівники інших відділів, вважаючи інформацію про терористичну небезпеку, що йде від сім'ї Фармерів, надуманою і цілком спростовною. В результаті RIPLEY, завдяки своїм можливостям доступу до різних пристроїв на відстані, серйозно калічить одного зі співробітників Департаменту, оголошує біологічну загрозу четвертого рівня, захоплює контроль над авіаносцем із ядерною зброєю і починає процедуру знезараження, тобто початок бойових дій на території США.
Стівен Фалкен активує WOPR, який перевантажує RIPLEY, запускаючи багато копій ігор. RIPLEY виявляє нового суперника-програму, перезавантажується та знищує ракетою, запущеною з дрона, будівлю, де знаходиться носій з WOPR. Разом з вибухом гине і професор. Спецслужби затримують Вілла і Енні. У Вашингтоні починається паніка. Зрозумівши принцип функціонування RIPLEY, Вілл придумує план дій. За допомогою Денніса він збирає якомога більше гравців, які перевантажують ігрову систему ШІ, і звільняє WOPR, якого Фалкен встиг відправити в базу даних RIPLEY. В результаті RIPLEY запускає процедуру самознищення, задаючи ціллю для авіаносця Вашингтон. WOPR у відповідь прагне знешкодити загрозу, запустивши ядерну зброю. Тоді Вілл пропонує RIPLEY з WOPR програти симуляцію наслідків таких дій. В усіх варіантах це завершується наростанням конфлікту, що призводить до взаємного знищення США та інших держав. Оскільки принцип взаємного знищення суперечить призначенню RIPLEY, вона відступає.
Під кінець фільму на запитання Вілла, чи запустив би WOPR ядерні ракети, якщо б RIPLEY не зупинила його, WOPR спочатку відповідає «Так, з людською расою покінчено», а потім зізнається, що це жарт, і механічним скреготом голосно сміється.

## Ролі

### Головні
- Вілл Фармер (англ. Will Farmer) — грає Метт Лантер. Центральний персонаж фільму. Геніальний старшокласник-програміст, який зіграв у відеогру «Код смерті» і помилково потрапив до списку потенційних терористів. Друг Денніса Ніколса. Батьки: мати — Гейл Фармер, працівниця хімічного заводу, що розробляє засоби для миття та антисептики; батько — загинув, коли Віллу виповнилося сім, програміст, що працював на Міністерство Оборони; детальніше його походження не розкривається. Допомагає своїй хворій матері і містеру Масуду, уважний і винахідливий. Небайдужий до Енні і, судячи з кінцівки фільму, між ними існує продовження відносин.

- Денніс Ніколс (англ. Dennis Nichols) — грає Ніколас Райт. Однокласник Вілла. Прекрасний геймер, однак, нетерплячий і легковажний. Втім, відразу ж попередив Фармера про небезпеку від агентів, коли його затримала служба безпеки, пославши тому повідомлення на мобільний телефон. Після розмови з ФБР переїхав до тітки, допоміг Віллу зібрати гравців, щоб атакувати RIPLEY

- Енні Д'Матео (англ. Annie D'Mateo) — грає Аманда Волш. Подруга Вілла, надалі його дівчина. Учасниця шахового клубу. Логічна і розумна. Якщо Вілл розбирається в технологіях, то Енні може легко передбачати подальшу поведінку людей, що вона неодноразово демонструвала на Фармері. Допомагала йому переховуватися від RIPLEY

- Стівен Фалкен (англ. Stephen Falken) — грає Гері Рейнеке. Комп'ютерний геній, творець WOPR, брав участь у створенні проекту RIPLEY Першим усвідомив небезпеку, що надходить від неї, зустрів негативну реакцію своїх колег і тому інсценував власну смерть, щоб непомітно протидіяти власному творінню. Загинув в будівлі станції, підірваній ракетою, запущеною з авіаносця.

- Білл Картер (англ. Bill Carter) — грає Чак Шамата. Керівник проекту RIPLEY, співробітник Департаменту розвідки та інформації. До останнього моменту вірив у те, що цей ШІ — найкращий варіант боротьби з терористами. Перешкоджав спробам інших відділів припинити фінансування проекту і згорнути його. Прийняв бік Вілла і інших, коли RIPLEY захопила контроль над авіаносцем і мало не розпочала Третю світову війну.

- RIPLEY (англ. R.I.P.L.E.Y.) — озвучує Клаудія Блек. Штучний інтелект нового покоління, створений групою комп'ютерних експертів, головне завдання якого — виявлення терористичних груп за непрямими ознаками та їх знищення. Вона повністю автономна і може самонавчатися. Спочатку діяла строго за командами Департаменту, надалі відхилилася від первісної програми, мало не ставши винуватицею Третьої світової війни, намагаючись усунути гаданих терористів. Логічна й послідовна. Переможена спільними зусиллями Вілла і WOPR. Порівняно з WOPR вона досконаліша.

- WOPR (англ. Joshua) — озвучує Колм Фіоре. Штучний інтелект, прообраз RIPLEY, дітище професора Фалкена, якого Стівен назвав на честь свого сина кодовим ім'ям Джошуа. У порівнянні з RIPLEY WOPR менш досконалий і людяніший. Йому навіть властиві такі поняття як гумор і співчуття.

### Другорядні
- Максим Рой — Тіна Раше
- Сьюзан Гловер — Гейл Фармер
- Тревор Хейс — Аарон Скотт
- Клаудіа Феррі — агент Болтон
- Власта Врана — Іван Прокош
- Рассел Юн Чен — Девід
- Джон Макларен — Норман Пейдж
- Люсінда Девіс — Джолін Дюпрі

## Виробництво
Фільм отримав рейтинг PG-13 через деякі сцени насильства.
Теглайни:
- «Чи готові ви грати?»
- «Гра не закінчена».[1]

## Критика
Рейтинг на IMDb — 4,5/10. Фільм має одну номінацію.

## Цікаві факти
- Код запуску, який розпочав би запуск ядерної ракети на Вашингтон, округ Колумбія, такий самий, як і код, що використовувався для запуску оригінальних Військових ігор — cpe1704tks.